# Diego Hurtado de Mendoza y Lemos
Diego Hurtado de Mendoza, I conde de Mélito, (Manzanares el Real, 1468? - Toledo, 1536) fue un noble y militar español que participó militarmente en la represión de la revuelta de las Germanías en Valencia (1519-1523).
No debe confundirse con el embajador y diplomático español Diego Hurtado de Mendoza y Pacheco (Granada, 1503 o 1504 - Madrid, 14 de agosto de 1575), con quien no estaba directamente emparentado.

## Biografía
Hijo segundo del cardenal Mendoza y de Mencía de Lemos, hija del primer señor de Trofa, nació en el Castillo de Manzanares, donde fue criado y educado. Su hermano mayor fue el primer marqués del Cenete, Rodrigo Díaz de Vivar y Mendoza (1464-1523), que también intervino en el conflicto de las Germanías de Valencia.
Diego Hurtado de Mendoza y Lemos luchó en la guerra de Granada y después en las de Italia a las órdenes del Gran Capitán, destacándose en la toma de Mélito (Nápoles), por lo que fue creado Conde de Mélito en 1506. También recibió el condado de Aliano, ambos títulos del reino de Nápoles.
En 1520 fue nombrado virrey de Valencia, y al año siguiente fue derrotado en Gandía por los agermanados, que le expulsaron del reino. Retornó con refuerzos y logró sofocar la sublevación, entrando en la ciudad de Valencia en noviembre de 1521. Mostró entonces clemencia con los vencidos, pero ante la llegada de Germana de Foix, viuda de Fernando el Católico, en 1523 endureció la represión. Como a finales de 1521 los agermanados tomaron prisionero al hermano del virrey en el castillo de Jàtiva, éste quiso vengarse y cuando a finales de enero del 1522 iba camino de Onteniente, entró con su ejército de mil soldados y doscientos a caballo en Ollería, que en aquellos años aún no se había segregado de Jàtiva. Los agermanados de la zona se habían refugiado en la iglesia mayor de santa María Magdalena y en la rectoría, tras horas de asedio, el virrey mandó prender gran fuego a las puertas y lanzando tizones humeantes, provocó la muerte, quemados y asfixiados a unos 600 agermanados, provocando en Ollería una gran masacre ejemplarizante que aceleraría el final de la guerra de las Germanias.
Murió en Toledo en 1536.
Diego se casó con Ana de la Cerda, señora de Miedes, Galve, Pastrana y Mandayona, hija y sucesora de Íñigo López de la Cerda y de Brianda de Castro, y nieta del IV conde de Medinaceli. Tuvieron tres hijos:
- Diego Hurtado de Mendoza y de la Cerda, I duque de Francavilla y marqués de Algecilla, I príncipe y II conde de Mélito, que fue el padre de Ana de Mendoza y de la Cerda, princesa de Éboli.
- Gaspar Gastón de la Cerda y Mendoza, padre de Íñigo López de Mendoza y Manrique de Luna, I marqués de Almenara.
- Baltasar de Mendoza y de la Cerda, I conde de Galve.